# Панков Сергій Віталійович
Сергі́й Віта́лійович Панко́в (1990—2024) — старший солдат Збройних сил України, учасник російсько-української війни.

## Життєпис
Сергій народився 21 листопада 1990 року у Петропавлівці. Закінчив Петропавлівську загальноосвітню школу № 2. Професійну освіту здобув у Першотравенському гірничому ліцеї. Мав диплом машиніста-електровозу, з яким він пішов працювати в шахту «Дніпровська». Сергій пройшов строкову службу у лавах Збройних Сил України. Після служби він повернувся на роботу до шахти. Були плани, мрії, і велика війна завадила їм справдитися…
З 11 березня 2022 року Сергій виступив на захист Батьківщини. Зарахований старшим солдатом, старшим стрільцем 1-го відділення 2-го стрілецького взводу, 5-ї стрілецької роти, 3-го стрілецького батальйону НГ України. Чесно і віддано виконував бойові завдання, доки ворог не обірвав життя бійця.
23 березня 2024 року Сергій разом із турецькими військовослужбовцями загинув під час виконання бойового завдання поблизу села Роботине Запорізької області.
Похований в Петропавлівці 27 березня 2024 року.
Без сина лишились батьки.

## Нагороди
- орден «За мужність» III ступеня (2022) (посмертно)